# Ciuvași

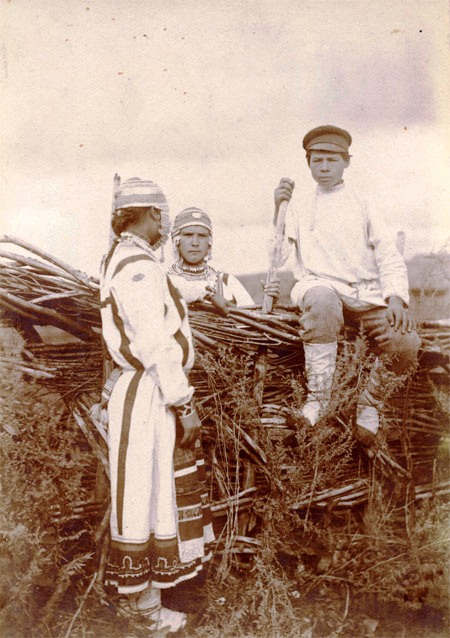
Ciuvași

Ciuvașii (în ciuvașă: чăвашсем, în rusă чуваши) sunt un popor turcic, trăind mai ales în Ciuvașia, în Rusia, în apropiere de Volga. Limba lor este ciuvașa.
N. Poppe și Wilhelm Barthold au emis ipoteza că ciuvașii ar fi descendenții hunilor.
Limba lor este destul de diferită de alte limbi turcice, ceea ce conduce la supoziția unei separări precoce.
Numele lor ar avea legătură cu termenul din turcă yavaș „blând”, „amabil”, „docil”.
Potrivit recensământului sovietic din 1989, populația ciuvașă număra 1.843.300 persoane; dintre acestea, 907.000 trăiau în Ciuvașia.